# Heribert Rech
Heribert Rech, né le 25 avril 1950 à Östringen, est un homme politique allemand membre de l'Union chrétienne-démocrate d'Allemagne (CDU).
Il a été ministre de l'Intérieur du Land de Bade-Wurtemberg.

## Formation et carrière
Après avoir obtenu son Abitur à Heidelberg, il effectue des études supérieures de droit au sein de l'université de la même ville, et réussit son premier diplôme juridique d'État en 1977. Il passe avec succès le second deux ans plus tard, et s'installe comme avocat jusqu'en juin 2001.

## Carrière politique
En 1980, il est élu au conseil municipal de Bad Schönborn. Il devient député à l'assemblée de l'arrondissement de Karlsruhe quatre ans plus tard, puis au Landtag du Bade-Wurtemberg en 1992.
Il est nommé secrétaire d'État politique du ministère régional de l'Intérieur le 13 juin 2001, et abandonne ses mandats électifs locaux. Le 14 juillet 2004, Heribert Rech est désigné ministre de l'Intérieur du Bade-Wurtemberg par Erwin Teufel. Il est maintenu en poste le 29 avril 2005, lorsque Günther Oettinger succède à Teufel au poste de Ministre-président.
Il est porté à la présidence de l'Union chrétienne-démocrate d'Allemagne (CDU) de Nordbaden le 16 juillet 2005, puis reconduit dans ses fonctions ministérielles le 14 juin 2006. Il est remplacé au gouvernement par le social-démocrate Reinhold Gall le 12 mai 2011.